# Letecký úřad
Letecký úřad je orgán nebo organizace, pověřená státem k vykonávání dozoru nad civilním letectvím.
V Česku jím je Úřad pro civilní letectví (ÚCL), pověřený Ministerstvem dopravy ČR. V EU je to Evropská agentura pro bezpečnost letectví (EASA). V USA je to Federal Aviation Administration (FAA).
Letecké úřady jsou zakládány státy-členy ICAO (International Civil Aviation Organisation), jako vládní organizace OSN.